# Fiat CR.32
Fiat CR.32, italienskt biplan som användes som jaktplan före och under andra världskriget. 
CR.32 är en vidareutveckling av Fiat CR.30 designad av Celestino Rosatelli. Provflygningarna med prototypen gick utmärkt och redan i mars 1934 kom de första orderna på planet och tillverkningen pågick ända till 1939. Under spanska inbördeskriget deltog många (minst 380) CR.32:or på nationalisternas sida och de visade sig vara mer än värdiga motståndare till republikanernas Polikarpov I-15 och I-16. De stora framgångarna under spanska inbördeskriget och det faktum att CR.32:an gjorde ett antal mycket uppskattade flyguppvisningar missledde det italienska flygministeriet till att tro att biplan fortfarande hade en chans som jaktflygplan vilket ledde till utvecklingen av CR.42:an och att det vid andra världskrigets utbrott fortfarande fanns 324 CR.32 i aktiv tjänst. Totalt byggdes det 1 212 plan.

## Varianter
- CR.32, originalvarianten tillverkad fram till 1935
- CR.32bis, tillverkad från 1935 försedd med två Breda-SAFAT 7,7 mm ksp i de undre vingarna samt två till vapen på flygkroppen (antingen av kaliber 12,7 mm eller 7,7 mm), men på grund av vikten av de vingmonterade vapnen så skippades dessa ofta. Totalt så tillverkades 328 plan av denna variant.
- CR.32ter, beväpningen av denna variant bestod av två Breda-SAFAT 12,7 mm ksp. 103 plan av denna variant byggdes.
- CR.32quater, vikten hade minskats men beväpningen var samma som hos CR.32ter. Det byggdes 398 plan av denna variant.

## Export
- Kina: 1933 16 CR.32:or
- Ungern: 1935-36 75 CR.32:or
- Österrike: 1936 45 CR.32bis, efter anslutningen till Tyskland överläts de kvarvarande 36 planen till Ungern
- Spanien: 60 CR.32ter och 27 CR.32quater, efter inbördeskriget fördes de överlevande planen från italienska Aviazione Legoniaria över till spanska flygvapnet
- Venezuela: 10 CR.32quater
- Paraguay: cirka 4 CR.32quater

Ungrarna experimenterade med att förse sina plan med Gnome-Rhône 14Mars motorer på 559 kW (750 hk) vilket gav planen den imponerande hastigheten av 420 km/h, men oförmågan att få tag på tillräckligt många motorer satte stopp för planerna på att byta motor på alla planen.
CR.32 tillverkades även på licens i Spanien av Hispano Aviacion, 100 plan byggdes med beteckningen HA-132-L Chirri, några av dessa användes fram till 1953 som uppvisningsflygplan.